# Горшков, Лев Александрович
Лев Александрович Горшков (13 июня 1910, Пенза — 23 мая 1983, Москва, СССР) — российский советский скрипичный мастер и реставратор. Основатель династии скрипичных мастеров, отец Бориса Горшкова.
Окончил в Пензе художественную школу и музыкальное училище (1928-1932), затем учился в Областном музыкальном училище (1933) и Педагогическом музыкальном училище (1934-1935) в Москве. . 
Изготовлением музыкальных инструментов занялся в 1928 годуРаботал в опытно-показательной мастерской при Московской консерватории под руководством Евгения Витачека (1937-1940), в Московской консерватории (до 1945), на фабрике смычковых инструментов (до 1953). Из его рук вышли около 200 скрипок, альтов и виолончелей и около 150 смычков. Виолончель, изготовленная Горшковым, завоевала 1 премию на всесоюзном конкурсе смычковых инструментов в 1970 году.  Некоторые инструменты работы Л. А. Горшкова хранятся в Российском национальном музее музыки.
Был известен и как реставратор музыкальных инструментов и предметов искусства. Восстановил несколько инструментов Страдивари и других старых мастеров. 
Похоронен на Преображенском кладбище в Москве.